# Торрес, Альфредо
Хуа́н Альфре́до То́ррес Гонса́лес (исп. Juan Alfredo Torres González; 31 мая 1931, Ля-Экспериэнсия, Халиско — 10 ноября 2022, Гвадалахара) — мексиканский футболист и футбольный тренер, участник чемпионата мира 1954 года.

## Биография

### Клубная карьера
Торрес всю футбольную карьеру в течение 19 сезонов играл за «Атлас». В составе «красно-чёрных» Торрес выиграл чемпионский титул в 1951 году, два Кубка Мексики и два трофея Чемпион чемпионов Мексики. Помимо этого в составе «Атласа» Торрес в 1955 году стал победителем Второго дивизиона.
Торрес завершил карьеру игрока в 1970 году в возрасте 35 лет.

### Карьера в сборной
Торрес играл за сборную Мексики на чемпионате мира 1954 года, где сыграл в двух матчах со сборной Бразилии (0:5) и сборной Франции (2:3) Всего за сборную Мексики сыграл 5 матчей, в которых забил 2 гола.

### Карьера тренера
Торрес неоднократно в качестве главного тренера возглавлял «Атлас» (1971—1972, 1976—1977, 1978—1980, 1984—1985, 1986).

### Смерть
Скончался 10 ноября 2022 года в Гвадалахаре в возрасте 91 года.

## Достижения
«Атлас»
- Чемпион Мексики (1): 1950/51
- Обладатель Кубка Мексики (2): 1961/1962, 1967/1968
- Обладатель трофея Чемпион чемпионов Мексики (3): 1951, 1962
- Победитель Второго дивизиона Мексики (1): 1954/55